# 申霍斯特
申霍斯特（德語：Schönhorst）是德国石勒苏益格－荷尔斯泰因州的一个市镇。总面积3.55平方公里，总人口318人，其中男性156人，女性162人（2011年12月31日），人口密度90人/平方公里。